# Asesinato de Brianna Ghey
El 11 de febrero de 2023, Brianna Ghey (7 de noviembre de 2006 - 11 de febrero de 2023), una adolescente transgénero británica de 16 años de Birchwood en Warrington, Inglaterra, fue asesinada en el Culcheth Linear Park en Culcheth, Warrington. Dos sospechosos, un muchacho y una muchacha de 15 años, están bajo custodia policial, acusados de asesinato cuatro días después del incidente. La policía lo investiga como un posible delito de odio.

## Asesinato
En la tarde del 11 de febrero de 2023, unos transeúntes encontraron a Ghey muerta en un camino en Culcheth Linear Park con múltiples puñaladas. Los servicios de emergencia fueron llamados a las 3:13 p. m. y fue declarada muerta en el lugar donde encontraron su cuerpo. Se ordenó una autopsia por el Ministerio del Interior para determinar la causa de la muerte.

## Personas involucradas

### Brianna Ghey
Ghey era una alumna de Year 11 en Birchwood Community High School. Sus padres la describieron como «una personalidad más grande que la vida que dejaría una impresión duradera en todos los que la conocieron». Según sus amigos, Ghey a menudo ayudaba a las niñas trans más jóvenes a acceder de manera segura y legal a la terapia de reemplazo hormonal. Las amistades de Ghey también dijeron a los tabloides que había enfrentado años de acoso transfóbico antes de ser asesinada, incluidas repetidas «golpizas de pandillas». Además de ser estudiante, también era TikToker con más de 63.000 seguidores en la plataforma con el nombre de usuario @gingerpuppyx. En TikTok era conocida por imitar y bailar canciones populares. Uno de sus últimos TikToks dijo que fue "excluida de la escuela". En su TikTok final, con más de 8000 comentarios, se la ve caminando en Linear Park. Desde su muerte, su cuenta de TikTok ha sido eliminada.

### Sospechosos
Dos sospechosos de 15 años, un adolescente de Leigh y una de Warrington, fueron arrestados por la policía de Cheshire la noche del 12 de febrero de 2023. La policía describió el asesinato como un «ataque dirigido», y el 14 de febrero, la policía comenzó a investigar el ataque como un posible crimen de odio, después de haber declarado previamente que no había evidencia que sugiriera que lo sea. El 15 de febrero, un juez negó la libertad bajo fianza a los sospechosos, los colocó en detención juvenil y se les ordenó comparecer en el Tribunal de la Corona de Liverpool a la mañana siguiente.

## Reacciones
La muerte de Ghey ha provocado respuestas de su familia, la comunidad local, políticos, organizaciones benéficas, activistas y músicos. La familia de Ghey dijo que su muerte había «dejado un gran vacío en nuestra familia». Emma Mills, directora de Birchwood Community High School, dijo: «Estamos conmocionados y verdaderamente devastados al enterarnos de la muerte de Brianna». The Independent informó que el padre de uno de sus amigos de la escuela criticó la declaración policial inicial y dijo: "Seamos francos, ella fue acosada por su sexualidad. Por supuesto que esto es un crimen de odio".
La diputada del Partido Laborista, Dawn Butler, dijo en Twitter que "cualquiera en los medios que esté usando su nombre muerto tratando de borrar la identidad de Brianna debería avergonzarse de sí mismo". Otra diputada del Partido Laborista, Nadia Whittome, dijo: "Brianna merecía la oportunidad de convertirse en una hermosa mujer adulta y de vivir para ver un mundo donde las personas trans estén seguras y sean respetadas". El exlíder del Partido Laborista, Jeremy Corbyn, respondió diciendo que "la mataron porque quería ser ella misma" y agregó: "Mis pensamientos están con la familia de Brianna y la comunidad trans que lucha por la seguridad, la dignidad y la liberación".
The Miami Herald informó que miles de personas de la comunidad LGBTQ y usuarios de las redes sociales estaban de duelo por la muerte a puñaladas de Ghey. La organización benéfica de derechos LGBT Stonewall y la organización benéfica de jóvenes transgénero Mermaids expresaron simpatía por la familia de Ghey. Debido a las leyes del Reino Unido que impiden que los menores obtengan un certificado de reconocimiento de género, es probable que el certificado de defunción de Ghey utilice el género masculino. La abogada de derechos civiles de EE. UU., Alejandra Caraballo, escribió: «La ley de reconocimiento de género que los críticos de género siguen luchando, con un lenguaje horrible y demoníaco, significa que el certificado de defunción de Brianna Ghey no puede incluir su género como femenino. Como insulto final, el gobierno inglés la confundirá oficialmente en su muerte». Las campañas de Twitter pidieron al Gobierno que emita un Certificado de Reconocimiento de Género a Ghey «para que pueda tener la dignidad en la muerte que todos los demás en este mundo dan por sentado».
El músico inglés Yungblud tuiteó que estaba "desconsolado" por el asesinato y pidió a la gente que "proteja a los niños trans todos los días y luche sin descanso contra el sentimiento y las legislaciones anti-trans impulsadas por nuestro atroz gobierno". La banda punk Big Joanie expresó su disgusto por el asesinato en un tuit, pidiendo «Solidaridad a todas las comunidades que tienen que vivir con miedo por su propia seguridad y sus vidas simplemente por existir en este momento». La banda de rock Reverend and the Makers dijo en un tuit: «La muerte de Brianna Ghey realmente me entristeció» y preguntó «¿Qué pasó con ser decente con otros humanos?».

### Críticas a los medios del Reino Unido
Algunos medios de comunicación del Reino Unido han sido criticados por informar sobre la muerte de Ghey. Trans Safety Network dijo que algunos medios de comunicación del Reino Unido estaban "faltando el respeto públicamente" a Ghey en su cobertura de su muerte. Los informes iniciales de BBC News y Sky News no indicaron que Ghey fuera transgénero. The Times enfrentó fuertes críticas después de modificar su historia original al eliminar la palabra "niña" e incluir el nombre muerto de Ghey. Más tarde, The Times modificó su historia para eliminar el nombre muerto y volver a agregar la palabra "niña".
El sitio web The Mary Sue condenó lo que describió como la atmósfera transfóbica de la prensa británica y los informes transfóbicos generalizados sobre el asesinato de Ghey. Senthorun Raj, profesor de leyes de derechos humanos, dijo: "Todos tenemos la responsabilidad de desafiar las formas insidiosas en que los medios y los políticos deshumanizan a las personas trans". Ash Sarkar, periodista de Novara Media, dijo que "no puede comprender la crueldad involucrada en tomar la decisión editorial de violar su dignidad en la muerte". La parlamentaria laborista Charlotte Nichols dijo que presentaría una queja ante The Times y la Organización de Estándares de Prensa Independiente y que "no hay absolutamente ninguna necesidad de que nadie publique su nombre muerto al identificarla como trans en la cobertura de los medios".
Un informe de NBC News sobre el asesinato concluyó que "el clima en el Reino Unido se ha vuelto cada vez más hostil para las personas trans en los últimos años", y señaló que la autora británica JK Rowling ha criticado abiertamente los derechos de las personas transgénero y que la BBC había publicado recientemente un artículo que fue acusado de "[pintar] a todas las mujeres transgénero como depredadoras sexuales". La revista estadounidense Vogue relacionó el asesinato con la transfobia en línea y escribió que «hay un cuestionamiento casi constante de los derechos trans que refuerza la idea de que los hombres y mujeres trans están tratando de embobarnos, engañarnos, que su identidad de género profundamente personal es una afrenta al statu quo y a cómo vivimos».

### Drones y zona de exclusión aérea
El 13 de febrero, se instituyó una zona de exclusión aérea sobre el lugar del asesinato en respuesta a vuelos de drones. A pesar de la zona de exclusión aérea, la gente continuó volando drones sobre el sitio, lo que provocó la condena de la policía.